# 便·當
《便·當》，是朝浦的日本輕小說作品，由柴乃櫂人負責插畫。日文版由集英社之Super Dash文庫；中文版則是青文出版社代理發行。

## 概要
- 本作描寫平凡少年被捲入半價便當爭奪戰，然後以自己的意志投入爭鬥的故事。作品中有利用2ch等網站上的網路用語表現叫聲。

- 於2009年度的這本輕小說真厲害！評選中，得到新書部門第六位，並在2010年度評選得到總排名第八，後在2011年度評選得到總排名第五[6]，繼而在2012年度評選得到總排名第三[7]。

- 在第三集發行時，Super Dash文庫官方網站成立特集網站。在第七集發行時，在書腰上公布將改編為電視動畫的消息。

- 截至2011年3月，該輕小說已銷售超過55萬本。[8]

- 2011年2月25日，官方正式宣佈製作電視動畫。[8]同年10月8日播出。

## 故事簡介
走進宿舍附近超市的高中一年級學生佐藤洋，在將手伸向面前貼有半價標籤的便當後立刻失去了意識，醒來後已經倒在肉品區前面，而半價便當早已失去蹤影，剩下的配菜也幾乎都被買光了。在他要拿剩下的梅子飯糰（動畫版為竹輪）時，遇到了同校女生白粉花，以及看著兩人樣子的女學生。
隔天再次前往超商的佐藤，從人稱「寒冰魔女」的女學生槍水仙處得知發生在超市的半價便當爭奪戰後，自己踏進了半價便當爭奪戰的世界。

## 登場人物
登場的女性角色名字取自開花植物。

### 西區之狼
佐藤洋（声优：下野紘）(稱號 - 變態、黑妖犬)
本作主角。私立烏田高校一年生。因為父親的影響而否定自己，同時有頻發性變態行為。全家都喜歡SEGA的遊戲機。
由于在小学三年级的暑假中被父亲莫名其妙地带入自卫队基地接受训练，而對體力很有自信。向祖父學了各種陷阱技術，在小學四年級暑假的自由研究成果是以石岡來測試陷阱的影片。此影片在網路上流傳，並受到好評。
他被槍水仙的策略半強迫加入半價同好會，和金城優併肩作戰而首次得到月桂冠便當，由於忘不了勝利的滋味而拒絕了「壇堂與獵犬群」的邀請，並正式加入半價同好會。之後漸漸展露頭角，和「帝王」與「雙頭魔犬」等強敵對峙。
稱號為「變態」，二階堂所取，由來是一次搶便當（與帝王一戰）時因特殊的原因被迫穿女高中生制服（著莪要還給白粉的），這身打扮讓所有人看到便直覺是變態而得名。由於本意和由來都很不堪入耳因此佐藤本人很難接受此稱號，但長期下來所有人都用此稱號稱呼他的情況下也被迫默認了。第二個稱號黑妖犬是他打倒食人鬼后所得到的，被火蜥蜴所傳開，常态下是牛一般大小的巨型黑犬。
槍水仙（声优：伊瀬茉莉也）(稱號 - 冰結魔女)
本作女主角。私立烏田高校二年生。髮型化妝且常穿著黑色褲襪與厚底長筒靴讓人有野性感覺的美少女，不過心理很純潔，卸妝後面貌加上中性的短髮會讓人誤為是男孩（連佐藤剛見到此樣貌時還偷檢查是否有喉結）。有一個妹妹。
她不喜歡被排擠，個性好勝。擅長玩牌和紙上遊戲，不擅長打電動。
現半價同好會會長，西區狼群代表之一，讓佐藤和白粉加入半價同好會。從前曾跟隨金城習得各種技巧，後來金城因為某些原因而離開半價同好會。
稱號為「冰結魔女」，由來是因為有次搶贏便當後誤買了特價的酒精飲品「冰結」，因此被人稱为「冰結魔女」。
能以同樣姿勢打出強弱不同的攻擊。
白粉花（声优：悠木碧）(稱號 - 幽靈)
私立烏田高校一年生。身材嬌小，將頭髮在後面綁成一束的少女。被白梅過度溺愛。
除了半價同好會以外，還加入輕小說研究會。非常喜歡BL的腐女，以佐藤為主角形象創作的《肌肉刑警》系列在網路上頗有人氣。
她曾受到欺負，被嘲笑身上有細菌，因此極端害怕與他人接觸，有點怕著莪。
和佐藤一起得知半價便當爭奪戰並與槍水接觸。暫時加入「壇堂與獵犬群」時學到不少技巧，比佐藤更常搶到便當。
在半價便當爭奪戰時戴上眼鏡能推算出兩秒後的未來。
金城優（声优：宮野真守）(稱號 - 魔法師)
私立烏田高校三年生。高大的少年，騎著機車移動。
烏田高校的獎學金學生，得到學校許可，可以不去上課。所屬於海外的研究機關。
是現任最強之狼，戰勝過前任最強之狼「大樺斑蝶」。從前曾加入半價同好會，後來因出國留學而離開。
稱號為「魔法師」（Wizard），由來尚不詳，但其搶便當的技巧確實讓人有魔法師的感覺，曾在與山豬的對戰中露一手順利擊敗山豬。
他的名字取自台日混血藝人金城武。
能夠在節奏外打出攻擊而使人無法防禦。
山原知昭（声优：岡本信彥）
私立烏田高校二年生。隸屬劍道社的少年。
劍道社顧問老師壇堂率領的「壇堂與獵犬群」的代表，以組織方式搶奪便當的犬。曾邀請佐藤和白粉加入組織。
茶髮（声优：中村繪里子）(称号 - 善良妖精)
私立烏田高校三年生。巨乳，原作中看不到臉。本名不明。私立乌田高中三年生，经常与佐藤争夺半价便当的女性狼。称呼佐藤为「小狗狗」，战斗风格是以掌底击打为主的空手格斗术。
拥有着持续发育的丰满胸部。上半边脸总是隐藏着，动画中仅在12话出现过一次。是西区的无名之狼中第一个拥有称号的，原因是她在佐藤与乌头美琴战斗时给予了他语言上的支持。在佐藤与金城的战斗前后都给予了帮助。
絡腮鬍（声优：樋口智透）
本名不明。私立乌田高中二年生，常与佐藤争夺半价便当的无名之狼。称呼佐藤为「狗爷」。战斗风格是以拳头为主的街头格斗术。
平常大多与光头男并肩作战，附近的狼群也时常认为他们就是以二人组的方式携手出击，但他们只是因为在同一时期参加了半价便当争夺战，而且总觉得对方与自己很像，意气相投的他们才会不自觉地经常合作。但彼此几乎不曾在学校说过话，也不知道对方的真正姓名。
光頭王（声优：高橋良吉）
就讀烏田高校，常和佐藤爭奪便當的無名之狼。本名不明。私立乌田高中二年生，经常与佐藤争夺半价便当的无名之狼。称呼佐藤为「狗爷」，战斗风格是以模仿中国武术为主的空手格斗术。

### 東區之狼
著莪菖蒲（声优：加藤英美里）(稱號 - 湖之麗人)
丸富大學附屬高中一年生。佐藤的表姐，與佐藤同年同月同日生。母親為義大利人，留著金色長髮、擁有巨乳，平時帶著眼鏡的少女。平常的交通工具是機車。
小時候常出入佐藤家，和佐藤好像親姐弟一樣。和佐藤一樣都喜歡SEGA的電動。在佐藤住在老家的時期經常和佐藤他爸一起以尋找佐藤珍藏的Ａ書為樂。
隸屬於電玩社，和同社團的井上為好友。為了不受到井上的不幸影響而隨身攜帶神社的護身符。抱住白粉被白梅帶回家「罵」後，變得非常害怕白梅。
東區很有實力的狼，負責將「帝王」的計畫告知西區的狼，在得知「帝王」真正的計畫後，與佐藤及「魔法師」一同出面與其對決。
動畫版擅長使用竹筷子當攻擊招式，使用時會將眼鏡拔下後塞到胸部中
稱號為「湖之麗人」，由來是因為她第一次得到半價便當的時候，就坐在湖邊公園的長椅上吃，之後在那裡睡到了隔天早晨。
遠藤忠明（声优：安元洋貴）（稱號 - 獸足→帝王）
丸富大學三年生。穿著白色外套的高大青年。
隸屬於庶民經濟研究社，率領「大天使的爪牙」（Gabriel Ratchet）。能夠單手舉起購物車。
稱號為「帝王」（Monarch），由來是戰勝过「大樺斑蝶」。說是戰勝，其實他以前是女帝蝶的小弟，過去稱號為「獸足」（Padfoot），由來和他使用購物車的戰法有關。
為追求最強稱號，企圖和「魔法師」對決而佈下各種計謀，計謀消息遭著莪放出後被現任半價同好會全員及著莪擊敗。
二階堂連（声优：興津和幸）
丸富大學二年生。其中一邊耳朵上戴著耳環。
隸屬於庶民經濟研究社之「大天使的爪牙」（Gabriel Ratchet）的頭目。擅長情報處理，有不清楚的狀況時會親自前往現場蒐集情報。
他十分憧憬「大樺斑蝶」，和夥伴一同成立「大天使的爪牙」（Gabriel Ratchet）。在組織解散後，繼續以無名之狼的身分爭奪便當。
佐藤稱號的取名者。
井上马醉木（聲優：竹達彩奈）(稱號 - 死神)
丸富大學附屬高中一年生，家裡是開醫院的。瀏海遮住一邊眼睛，穿著不合宜之厚重服裝的少女。
她常常遭受不幸，本人卻毫無自覺。從高處墜落和被車撞是家常便飯，現在受到慢性感冒所苦。
同時是電玩社社員，著莪的朋友。在遊戲店打工，因此很會玩格鬥遊戲。
她也是追求半價便當的狼之一，但從來沒有搶到過。
稱號為「死神」，由來是出現後會帶來不幸。
澤桔梗（聲優：田村由香里）(稱號 - 雙頭魔犬)
丸富大學附屬高中三年生，學生會長。鏡的雙胞胎姐姐，留著銀色微微波浪捲的長髮。兩姐妹不但面貌神似且名字念起來也一樣（只是漢字不同），不過性格又有明顯差異。
言行混雜著夢和現實而相當引人注目，由於語彙不足常常會說到一半卡住。高興時會語塞，悲傷時反而能夠流利的說話。
小時候常在父母親開的超市玩，並因此踏入了半價便當爭奪戰的世界。因為某些原因離開雙親和妹妹同住。
她有很長一段時間沒加入半價便當爭奪戰，得到「大天使的爪牙」（Gabriel Ratchet）殘存的情報後，開始在附近的超市行動。利用購物籃進行雙人聯合作戰。
相當憧憬冰結魔女，非常希望能與她一戰。
稱號為「雙頭魔犬」，與妹妹共用。由來是兩人都連手作戰且百戰百勝，簡直就像有兩個頭的狼一樣，引用自希臘神話的角色。
澤桔鏡（聲優：堀江由衣）(稱號 - 雙頭魔犬)
丸富大學附屬高中三年生，副學生會長。梗的雙胞胎妹妹。兩姐妹不但面貌神似且名字念起來也一樣(只是漢字不同)，不過性格又有明顯差異。
她負責幫姊姊打圓場，要求自己不要有太誇張的行為。
與姐姐相同，相當憧憬冰結魔女，非常希望能與她一戰。
替佐藤和二階堂兩人取了「Two Dogs」這個稱號(因看到旁邊貨價剛好擺放狗飼料名稱)。
稱號為「雙頭魔犬」，與姐姐共用。由來是兩人都連手作戰且百戰百勝，簡直就像有兩個頭的狼一樣，引用自希臘神話的角色。
海格力斯的棍棒（聲優：石田彰）(稱號 - 海格力斯的棍棒)
本名不詳，是三年前曾把「雙頭魔犬」趕出了Ralph Store的年輕人。驅逐手段是說服群狼無視雙頭魔犬，將便當所有權主動讓給她們，使其不戰而勝。藉由毫無意義的空虛勝利使她們自尊受創而退出，算是苦肉計的運用，結果成功。
三年後雙頭魔犬復出，在同一天Ralph Store推出限量鰻魚便當時再度號召群狼驅逐雙頭魔犬，在動畫版被佐藤以飢餓說服眾人拒絕合作而失敗，小說版眾人則是一開始就沒打算配合計畫。
稱號為「海格力斯的棍棒」，由來是他成功驅逐過「雙頭魔犬」而引用自希臘神話中相對的角色。

### 其他
白梅梅（声优：茅野愛衣）
佐藤的同班同學，在及腰長髮上綁著白色緞帶的少女。在春天的選舉中當選私立烏田高校的學生會長。
非常溺愛白粉，常常對出現在白粉附近的佐藤施予制裁，但在白粉感冒病倒時請佐藤送她回宿舍。
松葉菊（聲優：大原沙耶香）（稱號 - 大樺斑蝶）
東區新開超市的半價神。被暱稱為「小松」的女性。頭髮綁成馬尾，尖端染成黃褐色。
曾經是東區最強的狼，被稱為「大樺斑蝶」或「女帝蝶」（Monarch Butterfly），在敗給「魔法師」後被交往的男性求婚而引退。
對自己將「大天使的爪牙」（Gabriel Ratchet）放著不管感到後悔。
槍水茉莉花
槍水仙的妹妹。
毛球
體型細長，留著爆炸頭，戴著銀色太陽眼鏡的青年。沒有固定據點，到處流浪，因而得知許多情報。
石岡勇氣（稱號 - 变质者（精神变态者））
佐藤的老友。和佐藤就讀不同高中。在作品中佐藤有許多和石岡的回憶。
內本宏明（声优：井口祐一）
佐藤的同學。被虐狂，看到佐藤被白梅制裁後，誤以為他是同好。

## 用語
西區／東區
作品舞台主要的區域分別。私立烏田高校位在西區，丸富大學與其附屬高中位在東區。
半價便當爭奪戰
超商熟食部的便當為避免賣剩而浪費，故會在夜間某個時刻將剩餘的便當貼上半價標籤以刺激銷售。由於可用一半的價錢就可購買到美味的便當，吸引許多人（不少是經濟受限者，如學生）前來搶購。但因為半價便當的數量有限又不固定，造成僧多粥少的情況，故為了決定誰有得到便當的資格而所有人便大打出手來一決高下。
有一定的規則，例如「一次只獲取自己要吃的量」、「半價神尚未離開前不准出手」、「不准對已獲取便當者出手」等等。這些規則是爭奪戰參與者默認必須遵守的禮儀。
半價便當爭奪戰不單靠力氣有時也需靠技巧和智慧才能獲勝。由於爭奪戰產生的名氣與地位，也有人（如帝王）把半價便當爭奪戰扭曲為建立名聲的擂台而非單因肌餓搶食的戰鬥。
狼
富有參加半價便當爭奪戰經驗，且遵守禮儀的老手。有名氣的會被附上稱號，是半價便當爭奪戰中最受尊敬的。
古狼
富有經驗但已經退出一線的狼，但偶爾還是會出現在因便當區狹小，所以爭奪時特別需要技巧的小型超市參戰
犬（狗）
剛參加半價便當爭奪戰且遵守禮儀的新手。雖然地位不如狼，但由於仍遵守禮儀而有受到一定得尊重，部分狼也會協助犬分享經驗和提供情報。
獵犬
犬的一群，以組織方式搶奪半價便當，因此比起單打獨鬥的犬和狼更能有機會搶到，但也因此喪失爭奪便當的精神。由於也遵守最底線的禮儀，故仍視為「犬」的地位。
豚（猪）
在半價便當爭奪戰不遵守禮儀的人，是半價便當爭奪戰中最受蔑視的。
山豬
豬的一員，一位用推車當武器，強迫半價神提前貼上半價標籤並搶走幾乎所有便當的壯婦。山豬一出現所有狼和犬便會自動聯手阻止她靠近熟食區，否則就玩完了，但成效不彰，只有偶爾幾次成功阻止。
山嵐
豬的一群，集體行動但不遵守最底線的禮儀的橄欖球隊球員（和獵犬不同），橫掃超市的半價便當，甚至連配菜也不留下，猶如暴風雨般，因而用「嵐」稱呼之。
稱號
特別有實力的狼會得到稱號，也有因為特殊事件被取稱號的情況。稱號雖然是名氣與地位的象徵，但不一定是悅耳的，不少由來更是難以啟齒。
半價神
負責超市熟食部門，在配菜和便當上貼上半價標籤的員工。西區有「老叟」、「油神」，東區有「小松」等人。狼用半價神的名字來稱呼超市。
月桂冠
半價便當中品質特別好，有如古希臘時代為比賽優勝者戴的月桂冠一樣，被半價神貼上特別標籤的便當。貼上的不是一般的半價標籤，而是每間店半價神手繪的特殊半價貼紙。

## 出版書籍

### 小說
| 标题     | 标题                                             | 集英社         | 集英社                 | 青文出版社     | 青文出版社             |
| 日文標題 | 中文標題                                         | 發售日期       | ISBN                   | 發售日期       | ISBN                   |
| -------- | ------------------------------------------------ | -------------- | ---------------------- | -------------- | ---------------------- |
|          | 便·當 味噌燉青花魚290圓                          | 2008年2月27日  | ISBN 978-4-08-630405-4 | 2009年4月6日   | ISBN 978-986-209-775-5 |
|          | 便·當2 北海道炸雞便當295圓                       | 2008年6月30日  | ISBN 978-4-08-630430-6 | 2010年2月22日  | ISBN 978-986-256-237-6 |
|          | 便·當3 國產鰻魚飯便當300圓                       | 2009年1月28日  | ISBN 978-4-08-630467-2 | 2010年7月23日  | ISBN 978-986-256-412-7 |
|          | 便·當4 煙火什錦壽司305圓                         | 2009年7月24日  | ISBN 978-4-08-630495-5 | 2011年2月9日   | ISBN 978-986-256-696-1 |
|          | 便·當5 炭烤北海道秋鮭便當285圓                   | 2010年1月22日  | ISBN 978-4-08-630528-0 | 2011年7月23日  | ISBN 978-986-256-890-3 |
|          | 便·當5.5 ～熱血狼群停下筷子吧～                  | 2010年4月23日  | ISBN 978-4-08-630551-8 | 2011年11月3日  | ISBN 978-986-256-998-6 |
|          | 便·當6 和栗蒸糯米飯便當310圓                     | 2010年8月25日  | ISBN 978-4-08-630561-7 | 2012年4月20日  | ISBN 978-986-310-194-9 |
|          | 便·當7 真・和風高麗菜捲便當280圓                 | 2011年2月25日  | ISBN 978-4-08-630594-5 | 2012年8月15日  | ISBN 978-986-310-316-5 |
|          | 便·當7.5 ～Wolves,be ambitious！～               | 2011年7月22日  | ISBN 978-4-08-630622-5 | 2012年10月31日 | ISBN 978-986-310-382-0 |
|          | 便·當8 超大號精力便當聖誕節特別版1250圓          | 2011年12月22日 | ISBN 978-4-08-630650-8 | 2013年1月9日   | ISBN 978-986-310-466-7 |
|          | 便·當9 配菜豐富！香氣濃郁歐式咖哩便當特別版305圓 | 2012年6月22日  | ISBN 978-4-08-630680-5 | 2013年9月13日  | ISBN 978-986-310-771-2 |
|          | 便·當9.5 ～濃厚風味便當～                        | 2012年10月25日 | ISBN 978-4-08-630705-5 | 2014年6月12日  | ISBN 978-986-356-036-4 |
|          | 便·當10 恋爱少女制作的情人节特别便当350圓        | 2013年4月25日  | ISBN 978-4-08-630734-5 | 2014年11月6日  | ISBN 978-986-356-173-6 |
|          | 便‧當11 味噌燉青花魚便當【極品】290圓            | 2013年11月22日 | ISBN 978-4-08-630760-4 | 2015年4月16日  | ISBN 978-986-356-224-5 |
|          | 便‧當12 甜點自助餐無價                           | 2014年2月25日  | ISBN 978-4-08-630773-4 | 2015年12月5日  | ISBN 978-986-356-301-3 |

### 短篇作品一覧
| 標題 | 標題     | 刊載於                                                                   | 發佈日期       | 備注        |
| ---- | -------- | ------------------------------------------------------------------------ | -------------- | ----------- |
| 1    | [ 注 1 ] | Super Dash文庫官網作品專頁                                               | 2008年6月15日  | 第5.5卷收錄 |
| 2    |          | Super Dash文庫官網作品專頁                                               | 2009年1月15日  | 第5.5卷收錄 |
| 3    |          | Super Dash文庫官網作品專頁                                               | 2009年1月15日  | 第5.5卷收錄 |
| 4    |          | 第4卷出版紀念簽名會限定發行                                              | 2009年10月24日 | 第5.5卷收錄 |
| 5    |          | Super Dash文庫官網作品專頁                                               | 2010年1月15日  | 第5.5卷收錄 |
| 6    |          | Super Dash文庫官網作品專頁                                               | 2010年4月15日  | 第7.5卷收錄 |
| 7    |          | Super Dash文庫官網作品專頁                                               | 2010年8月15日  | 第7.5卷收錄 |
| 8    |          | Super Dash文庫官網作品專頁                                               | 2011年2月15日  | 第7.5卷收錄 |
| 9    |          | Jump SQ.別冊付録スーパーダッシュ 漫画プログラム内『ベン･トー間食版』掲載 | 2011年4月21日  | 第7.5卷收錄 |
| 10   |          | Jump SQ.別冊付録スーパーダッシュ 漫画プログラム内『ベン･トー間食版』掲載 | 2011年6月4日   | 第7.5卷收錄 |
| 11   |          | Jump SQ.別冊付録スーパーダッシュ 漫画プログラム内『ベン･トー間食版』掲載 | 2011年7月4日   | 第7.5卷收錄 |
| 12   |          | Super Dash文庫官網作品專頁                                               | 2011年7月15日  | 第9.5卷收錄 |
| 13   |          | Jump SQ.別冊付録スーパーダッシュ 漫画プログラム内『ベン･トー間食版』掲載 | 2011年8月4日   | 第9.5卷收錄 |
| 14   |          | Jump SQ.別冊付録スーパーダッシュ 漫画プログラム内『ベン･トー間食版』掲載 | 2011年9月3日   | 第9.5卷收錄 |
| 15   |          | Super Dash文庫官網作品專頁                                               | 2011年12月15日 | 第9.5卷收錄 |
| 16   |          | 8巻＆雑誌《Super Dash & Go!》 創刊2号発売記念サイン会にて限定配布        | 2012年1月7日   | 第9.5卷收錄 |
| 17   |          | Super Dash文庫官網作品專頁                                               | 2012年6月16日  | 第9.5卷收錄 |

### 漫畫
便·當 zero Road to witch（ベン・トー zero Road to witch）
漫画 - 柴乃櫂人 / 原作 - 朝浦
《Jump Square》2011年5・6月合併号開始到2011年10月号別冊附錄スーパーダッシュ漫画プログラム（SDMP）にて連載。
| 冊數 | 集英社         | 集英社                 | 青文出版社    | 青文出版社             |
| 冊數 | 發售日期       | ISBN                   | 發售日期      | ISBN                   |
| ---- | -------------- | ---------------------- | ------------- | ---------------------- |
| 全   | 2011年10月25日 | ISBN 978-4-08-782393-6 | 2012年8月15日 | ISBN 978-986-310-315-8 |

便·當 another Ripper's night（ベン・トー another Ripper's night）
漫画 - 柴乃櫂人 / 原作 - 朝浦
《Super Dash & Go!》2011年12月創刊号至2012年10月號連載。
| 冊數 | 集英社         | 集英社                 | 青文出版社    | 青文出版社           |
| 冊數 | 發售日期       | ISBN                   | 發售日期      | EAN                  |
| ---- | -------------- | ---------------------- | ------------- | -------------------- |
| 全   | 2012年10月25日 | ISBN 978-4-08-782467-4 | 2015年9月12日 | EAN 471-8016-01456-5 |

便·當 自選菜單 A La Carte（ベン・トー アラカルト）
漫画 - 柴乃櫂人 / 原作 - 朝浦
《Super Dash & Go!》2012年12月號至2013年6月號連載。
| 冊數 | 集英社         | 集英社                 | 青文出版社    | 青文出版社           |
| 冊數 | 發售日期       | ISBN                   | 發售日期      | ISBN                 |
| ---- | -------------- | ---------------------- | ------------- | -------------------- |
| 全   | 2013年11月22日 | ISBN 978-4-08-782718-7 | 2015年10月9日 | EAN 471-8016-01511-1 |

## 电视动画
2011年10月8日開始播放。

### 制作人员
- 原作：朝浦（Super Dash文库连载）
- 原作插图：柴乃棹人
- 導演、系列構成、設計工作：板垣伸
- 人物設定：平田雄三
- 总作画监督：平田雄三、杉本功
- 便當作画监督：片山貴仁
- 製作設計：岩畑剛一、森木靖泰
- 美術設定：長澤順子
- 美術監督：海野
- 色彩設計：大西峰代
- 攝影監督：山田和弘
- 3D導演：平將人
- 剪接：廣瀨清志
- 音響監督：明田川仁
- 音樂：岩崎琢
- 製作人：高野貴志、兼光一博、石黑達也、梶田浩司
- 動畫製作人：笠間寿高
- 动画制作：David Production
- 制作：HP同好會

### 主題曲
片頭曲「LIVE for LIFE 〜狼たちの夜〜」（第1-3話、第5-11話）
作詞：松村龍二，作曲、編曲：佐佐倉有吾，歌：愛美
片頭曲「Treasure！」（第4話）
歌：著莪菖蒲（加藤英美里）
片頭曲「笑顔の法則」（第12話）
歌：槍水仙（伊瀨茉莉也）
片尾曲「笑顔の法則」（第1-11話）
作詞：Satomi，作曲、編曲：川崎里實，歌：槍水仙（伊瀨茉莉也）
片尾曲「LIVE for LIFE 〜狼たちの夜〜」（第12話）
歌：愛美
插入曲「おさかな天国」（第1話、第4話、第8話、第10話、第12話）
作詞：井上輝彥，歌：佐佐木溫
插入曲「I gotta turn it on」
插入曲「今日もエンジョイ☆ホーキーマート」
作詞、作曲、編曲：佐佐倉有吾
歌：鴨志田智愛
插入曲「あなたを笑顔に♪スーパーときわ」（第2話、第3話、第11話）
作詞、作曲、編曲：佐佐倉有吾
歌：鈴木静那

### 各集標題
| 話數 | 日文標題 | 中文標題 | 腳本            | 分鏡     | 演出                     | 作畫監督                         |
| ---- | -------- | --- | --------------- | -------- | ------------------------ | -------------------------------- |
| #01  |          | 黏上吧，納豆秋葵乳酪蓋飯便當 440大卡                                                                             | 板垣伸          | 板垣伸   | 江副仁美 板垣伸          | Shin Hyung Woo                   |
| #02  |          | 味噌燉青花魚便當 674大卡                                                                                         | 筆安一幸        | 板垣伸   | 橋本裕之                 | 宮下雄次                         |
| #03  |          | 大碗起司豬排咖哩 1080大卡                                                                                        | 筆安一幸        | 加藤敏幸 | 加藤敏幸                 | 新号靖                           |
| #04  |          | 薑燒豬肉便當 852大卡                                                                                             | 山田由香        | 津田尚克 | 津田尚克                 | 門智昭                           |
| #05  |          | 北海道鮭魚骨味噌湯 326大卡                                                                                       | 筆安一幸        | 板垣伸   | 副島惠文 江副仁美        | Shin Hyung Woo 清水博幸          |
| #06  |          | 特製炸雞便當 795大卡                                                                                             |                 | 板垣伸   | 城所聖明 山本天志        | 島田英明 橋本英樹                |
| #07  |          | 煎蛋捲便當 752大卡與火山漢堡扒便當 1100大卡                                                                      | 安川正吾        | 中野英明 | 中野英明                 | 宮下雄次 濱津武廣                |
| #08  |          | 足量韭菜漢堡排便當 765大卡                                                                                       | 山田由香        | 津田尚克 | 宗廣智行                 | 栗原基彥 永吉隆志                |
| #09  |          | 西洋和風幕內什錦便當 2910大卡與暖烘烘粥便當 340大卡                                                              | 安川正吾        | 向井雅浩 | 向井雅浩                 | 谷川政輝 筆坂明槻                |
| #10  |          | 那是以前在祖母家吃到過的暖和溫柔的味道。 對身心都很溫柔的料理。 梅子和吻仔魚拌飯與許多當季野菜的煮物便當 480大卡 | 筆安一幸 板垣伸 | 板垣伸   | 南康宏 副島惠文 板垣伸   | 清水博幸 Shin Hyung Woo 向山祐治 |
| #11  |          | 寶礦力水得 125大卡                                                                                               | 安川正吾        | 加藤敏幸 | 加藤敏幸                 | 門智昭                           |
| #12  |          | 國產鰻魚飯便當 790大卡                                                                                           | 筆安一幸        | 板垣伸   | 江副仁美 城所聖明 板垣伸 | 門智昭 橫山謙次 宮下雄次         |

### 播放電視台
日本深夜動畫：下文記載的日本国内播放時間使用日本標準時間（UTC+9）表示。因為部分時間标识會採用30小时制，因此請留意这类超过24:00的时间，其實際播放時間為翌日清晨。
| 播放地域 | 電視台         | 播放日期                     | 播放時間（UTC+9）    | 所屬電視網                 |
| -------- | -------------- | ---------------------------- | -------------------- | -------------------------- |
| 愛知县   | 愛知電視台     | 2011年10月8日 - 12月24日     | 星期六 26:20 - 26:50 | 东京电视网                 |
| 近畿地方 | 每日放送       | 2011年10月8日 - 12月24日     | 星期六 27:28 - 27:58 | 日本新闻网                 |
| 神奈川县 | 神奈川電視台   | 2011年10月9日 - 12月25日     | 星期日 25:30 - 26:00 | 全國獨立UHF放送協議會      |
| 日本全域 | AT-X           | 2011年10月10日 - 12月26日    | 星期一 11:30 - 12:00 | Sky PerfecTV!（CS放送）    |
| 東京都   | 東京都會電視台 | 2011年10月11日 - 12月27日    | 星期二 25:30 - 26:00 | 独立UHF局                  |
| 日本全域 | Animax         | 2011年11月9日 - 2012年2月1日 | 星期三 22:00 - 22:30 | Sky PerfecTV!（CS/BS放送） |

## 置入性行銷
在動畫第11話裡，置入性行銷大塚製藥株式會社的寶礦力飲料。

## 外部連結
- （日語）Super Dash官網 小說介紹網頁
- （日語）特集網站（页面存档备份，存于）
- （日語）電視動畫官方網頁（页面存档备份，存于）
- （日語）烏田高校HP同好会室的X（前Twitter）
- （英文）便·當在動畫新聞網百科全書中的資料（英文）